# Flockastersläktet
Flockastersläktet (Doellingeria) är ett släkte av korgblommiga växter. Doellingeria ingår i familjen korgblommiga växter.
Arter enligt Catalogue of Life:
- Doellingeria dimorphophylla
- Doellingeria infirma
- Doellingeria komonoensis
- Doellingeria rugulosa
- Doellingeria scabra
- Doellingeria sekimotoi
- Doellingeria sericocarpoides
- Doellingeria sohayakiensis
- Doellingeria umbellata

## Bildgalleri

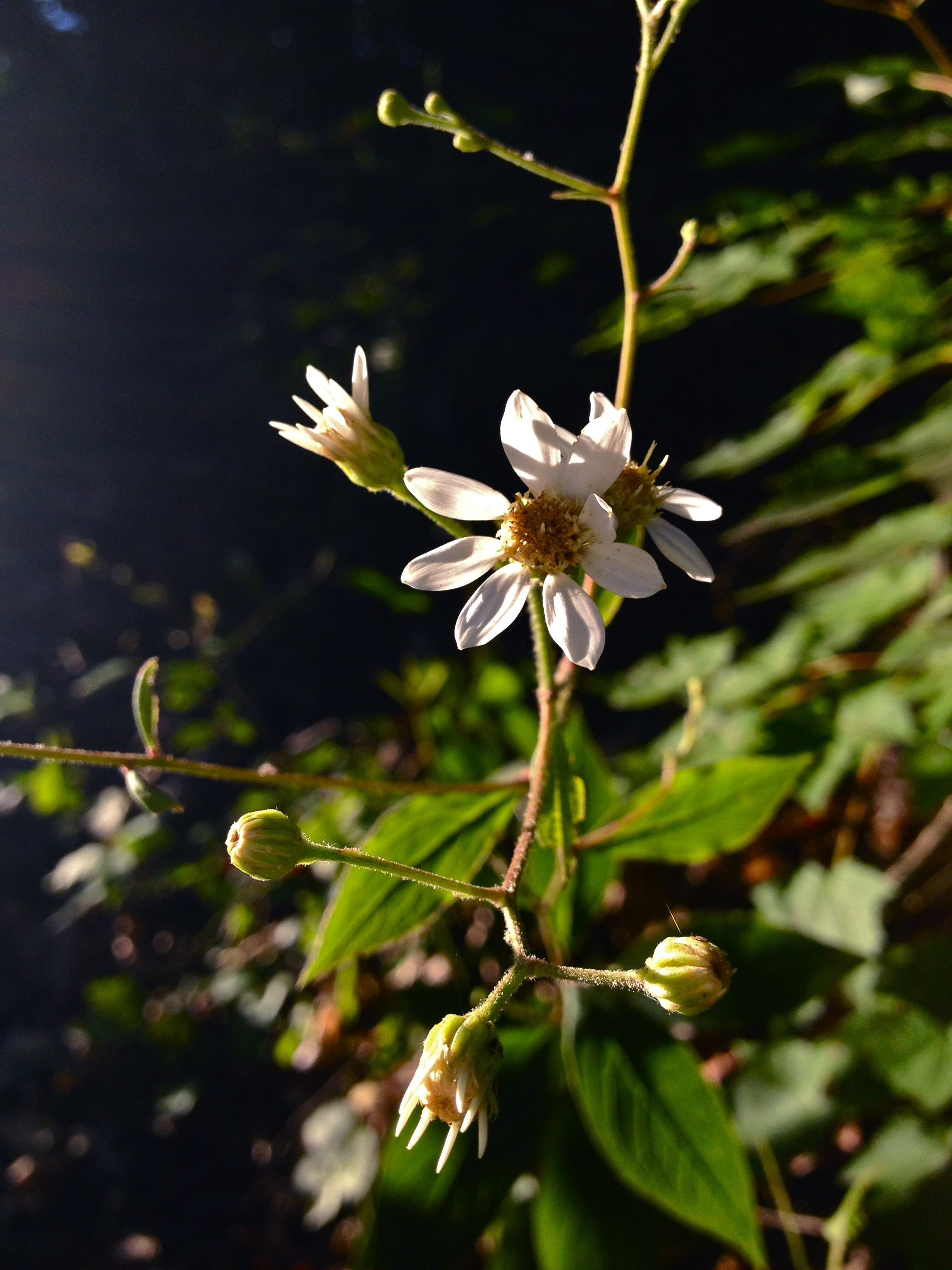
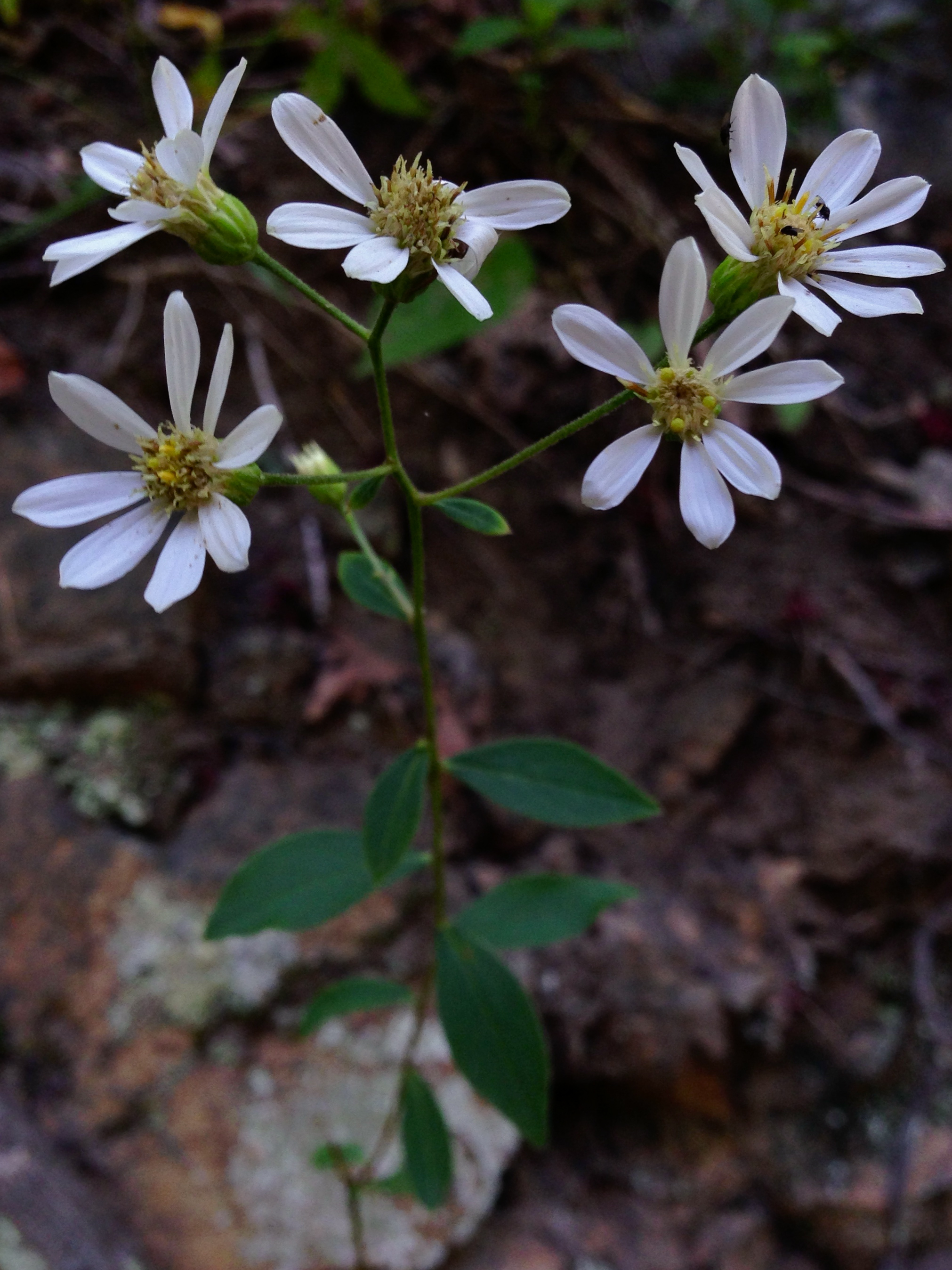